# Pomnik marszałka Józefa Piłsudskiego w Szczecinie
Pomnik Marszałka Józefa Piłsudskiego – umieszczony w Szczecinie przy placu Szarych Szeregów (daw. pl. Sprzymierzonych), pomiędzy al. Wojska Polskiego i ul. Wielkopolską.

## Historia
Projektantem i wykonawcą pomnika jest Bohdan Ronin-Walknowski, odlewu dokonano w Szczecińskiej Stoczni Remontowej „Gryfia” a wykonawcą całości otoczenia pomnika był Wydział Inżynierii Miejskiej Urzędu Miasta Szczecin. Pomnik odsłonięty został 19 marca 2000 roku. Brązowe popiersie (wys. 96 cm) stoi na cokole z czerwonego granitu (wys. 2,2 m). Od przodu napis Józef Piłsudski 1867 – 1935.